# Lasiplexia figulimargo
Lasiplexia figulimargo är en fjärilsart som beskrevs av Max Wilhelm Karl Draudt 1950. Lasiplexia figulimargo ingår i släktet Lasiplexia och familjen nattflyn. Inga underarter finns listade i Catalogue of Life.